# Igreja de São Pedro (Santa Comba de Vilariça)
A Igreja de São Pedro ou Igreja Matriz de Santa Comba de Vilariça localiza-se em Santa Comba de Vilariça, no Município de Vila Flor, Distrito de Bragança, em Portugal.